# Max Osborn
Pour les articles homonymes, voir Osborn.
Max Osborn (né le 10 février 1870 à Cologne et mort le 24 septembre 1946 à New York) est un critique d'art et journaliste allemand.

## Biographie
Max Osborn étudie au lycée des Saints-Apôtres (de) de Cologne avant que ses parents ne déménagent à Berlin, où il est diplômé du lycée royal Guillaume. Osborn étudie l'allemand et l'histoire de l'art à Heidelberg, Munich et Berlin, où il obtient son doctorat en 1893 sous la direction d'Erich Schmidt. Au cours de ses études, il devient membre de la Burschenschaft Danubia München (de) en 1889. Il se marie avec Martha Boas en 1896, ils ont pour enfants Hilde et Franz-Joachim (de).
De 1894 à 1914, Osborn co-édite les Jahresberichte für neuere Deutsche Literaturgeschichte, est rédacteur en chef du Berliner National-Zeitung à partir de 1900 et critique d'art du Vossische Zeitung de 1914 à 1933. Pour le Vossische Zeitung, il est le correspondant de la Première Guerre mondiale sur tous les fronts allemands. Osborn se fait un nom en tant qu'auteur et éditeur de nombreux ouvrages critiques d'art et de littérature. Il co-édite le Handbuch der Kunstgeschichte avec Adolf Michaelis, Josef Neuwirth (de), Adolf Philippi (de) et Felix Becker. Pour la série Berühmte Kunststätten de la maison d'édition de Leipzig EA Seemann, il écrit le volume 43 publié en 1909 avec le titre Berlin, qui est fourni avec 179 illustrations et offre un aperçu de l'histoire de l'art de Berlin. D'autres ouvrages sont consacrés à Fritz August Breuhaus de Groot ou Franz Krüger.
Après le transfert du pouvoir aux nationaux-socialistes en 1933, les œuvres d'Osborn sont victimes des autodafés nazis. En 1934 et 1935, il séjourne temporairement en Palestine. En 1938, il émigre à Paris ; En 1941, il s'enfuit aux États-Unis. En 1945, ses mémoires sont publiés à New York sous le titre Der bunte Spiegel, avec une préface de Thomas Mann.
Max Osborn est président de l'Association des critiques d'art allemands.

## Travaux (sélection)

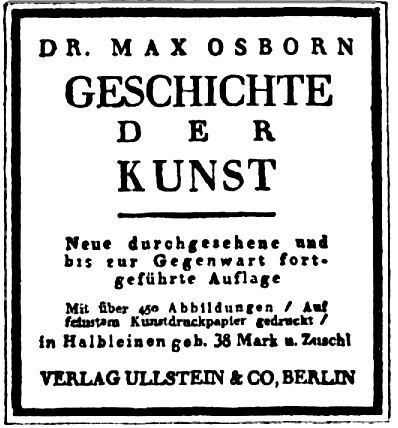
Annonce dans un quotidien berlinois

### Principaux travaux (sélection)
- Die Teufel-Literatur des 16. Jahrhunderts. In: Acta Germanica 1894. Verlag Mayer und Müller, Berlin, PDF.
- Der Holzschnitt (= Sammlung Illustrierter Monographien, Bd. 16). Velhagen & Klassing, Bielefeld / Leipzig 1905 (Digitalisat im Internet Archive)
- Joshua Reynolds. Velhagen und Klasing, Bielefeld / Leipzig 1908.
- Franz Krüger. Velhagen und Klasing, Bielefeld 1910.
- Berlin. Berühme Kunststätten, Band 43. E. A. Seemann, Leipzig 1909. (Digitalisat)
- Geschichte der Kunst. Eine kurzgefaßte Darstellung ihrer Hauptepochen. Ullstein, Berlin 1909 (viele weitere Auflagen - 70. Auflage 1933) (Digitalisat).
- Drei Straßen des Krieges: Arras, Champagne, Flandern. Ullstein, Berlin 1916
- Gegen die Rumänen : Mit der Falkenhayn-Armee bis z. Sereth. Eingeleitet durch ein Vorwort von Erich von Falkenhayn. Ullstein, Berlin u. a. 1917.
- Emil Orlik. Neue Kunsthandlung, Berlin 1920. Reihe Grafiker der Gegenwart.
- Max  Pechstein. Propyläen Verlag, Berlin 1922.
- Max Oppenheimer - Mopp. Zusammen mit Alfred Stix, Thomas Mann, Otto Brattskoven (de), Wilhelm Michel u. a., Werkkunstverlag, Berlin 1927.
- Berlin 1870–1929. Der Aufstieg zur Weltstadt. Ein Gedenkbuch. Hrsg. vom Verein Berliner Kaufleute und Industrieller aus Anlaß seines 50-jährigen Bestehens. Beiträge auch von Adolph Donath (de) und Franz M. Feldhaus, Reimar Hobbing (de), Berlin 1929. Nachdruck, hrsg. vom Museumspädagogischen Dienst Berlin, Gebr. Mann, Berlin 1994,  (ISBN 3-7861-1373-4).
- Die Kunst des Rokoko. Propyläen, Berlin 1929.
- Leonid Pasternak: Mit 4 Fragmenten aus der Selbstbiographie des Künstlers. Stybel Verlag, Warschau 1932 sowie Hartberg, Berlin 1932.
- Das Kaufhaus des Westens. Werbefestschrift, Redaktion Max Osborne, Kaufhaus des Westens, Berlin 1932.
- Der bunte Spiegel. Erinnerungen aus dem Kunst-, Kultur- und Geistesleben der Jahre 1890 bis 1933. Mit einem Brief an Verf. von Thomas Mann? Verlag Friedrich  Krause, New York 1945. Neuauflage: Der bunte Spiegel. Erinnerungen aus dem Kunst-, Kultur- und Geistesleben der Jahre 1890 bis 1933. Mit einer Hommage von Thomas Mann und Reminiszenzen von Ruth Weyl. Hrsg. Thomas B. Schumann. Edition Memoria, Hürth bei Köln 2013,  (ISBN 978-3-930353-31-6).

### Recueils
Dans la série de publications Neue Werkkunst (de) avec des monographies sur le travail d'architectes bien connus, Osborn écrit des avant-propos Introductions aux livres illustrés suivants :
- Jean Krämer. F. E. Hübsch, Berlin et al., 1927
  - Nachdruck mit einem Nachwort zum Nachdruck von Piergiacomo Bucciarelli, Gebr. Mann, Berlin 1996,  (ISBN 3-7861-1832-9).
- Oskar Kaufmann (de). F. E. Hübsch, Berlin et al., 1928
  - als Nachdruck (mit einem Nachwort von Myra Warhaftig): Gebr. Mann, Berlin 1996,  (ISBN 3-7861-1916-3).
- Brüder Siebrecht. F. E. Hübsch, Berlin et al. 1928
- Fritz August Breuhaus de Groot. Mit Herbert Eulenberg. F. E. Hübsch, Berlin/Leipzig/Wien 1929. F. E. Hübsch, Berlin et al., 1929 (zweisprachig: deutsch / englisch).
  - als Nachdruck (mit einem Nachwort von Catharina Berents): Gebr. Mann, Berlin 1999,  (ISBN 3-7861-2281-4).
- Michael Rachlis (de): Räume. F. E. Hübsch, Berlin et al. 1929.
- Kaufmann und Wolffenstein, Architekten, Berlin. F. E. Hübsch, Berlin et al. 1930.
- Johann Emil Schaudt (de), Architekt BDA. F. E. Hübsch, Berlin et al. 1931.
  - als Nachdruck (mit einem Nachwort von Wolfgang Schäche): Gebr. Mann, Berlin 1995,  (ISBN 3-7861-1831-0).